# Flughafenfeuerwehr München
Die Betreibergesellschaft des Flughafens Münchens, die Flughafen München GmbH, hält eine eigene, von der Regierung von Oberbayern anerkannte, Werkfeuerwehr vor. Die Hauptaufgaben der rund 210 Feuerwehrmänner und -frauen sind der Brandschutz und die technische Hilfeleistungen im Luftverkehr sowie für Gebäude, Anlagen und Einrichtungen auf dem Flughafen Campus. Weiterhin gehören Hilfeleistungen auf Anforderungen gem. dem Bayerischen Feuerwehrgesetz (BayFwG) auch außerhalb des Flughafengeländes zum Tätigkeitsfeld der Flughafenfeuerwehr München. Dafür sind die Feuerwehrkräfte im Rahmen von 24-Stunden-Schichtdiensten in zwei Wachabteilungen eingeteilt. Eine Mindeststärke von rund 50 Beschäftigten muss dabei ständig am Flughafen anwesend sein. Ergänzend dazu kümmern sich rund 40 weitere Beschäftigte um das Tagesgeschäft des Feuerwehralltags.

## Geschichte

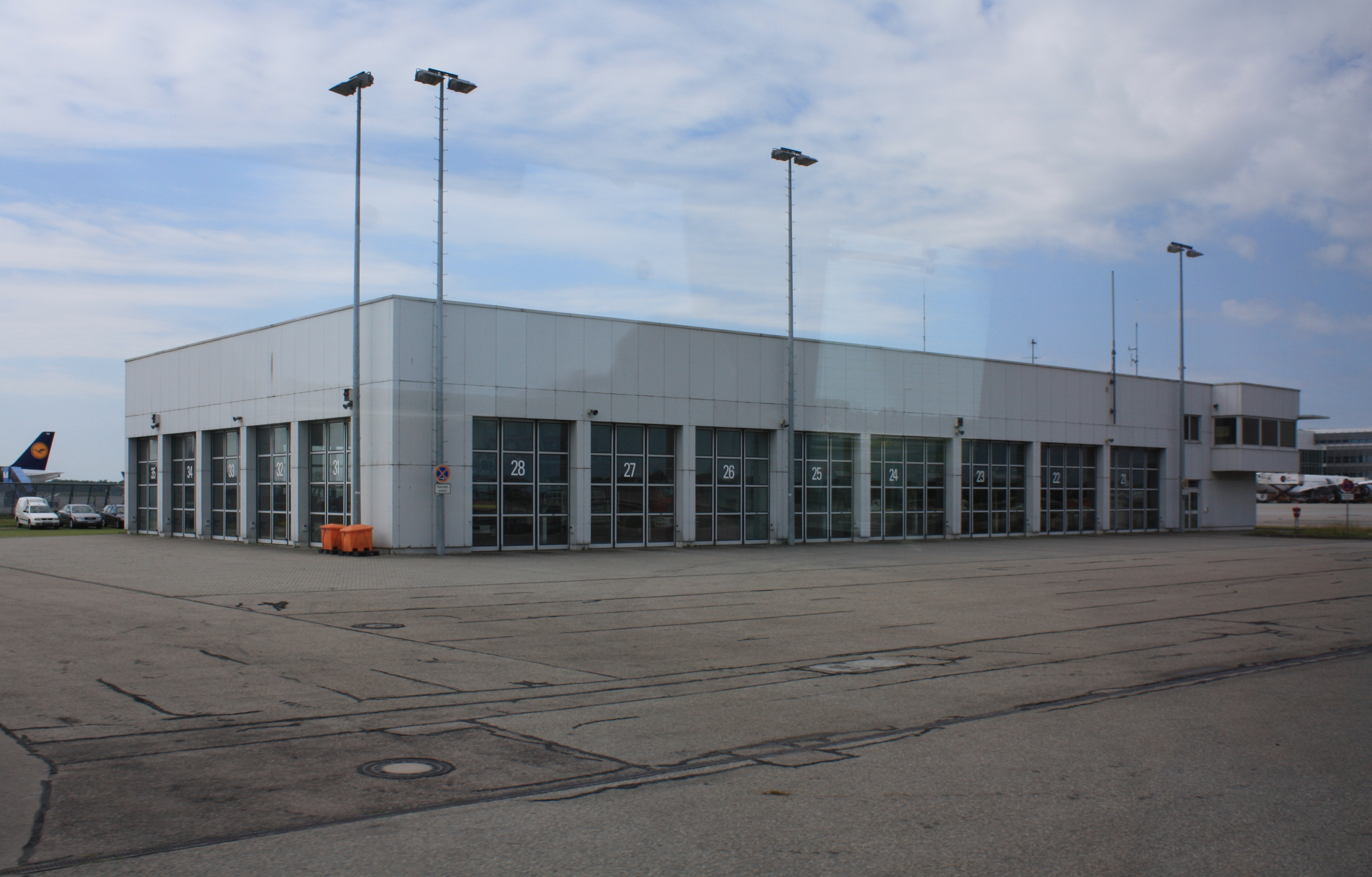
Wache Nord

Die Flughafenfeuerwehr betreute zunächst den Flughafen München-Riem, wo sie ab dem Jahr 1949 als Werkfeuerwehr eingerichtet wurde. Die Feuerwache befand sich direkt neben dem Kontrollturm; sie reichte jedoch mit der Zeit nicht mehr aus, weswegen man im Jahr 1966 eine neue Feuerwache neben den Hangars bezog. Die Olympischen Sommerspiele 1972 bedeuteten einen großen Passagierzuwachs, weswegen Mannschaft, Fahrzeuge und Geräte Anfang der 1970er Jahre aufgestockt wurden. Erstmals beschaffte man sich zwei Großlöschfahrzeuge und einen Pulverwerfer. Mit den Planungen für den neuen Flughafen München im Erdinger Moos änderten sich die Anforderungen an die Flughafenfeuerwehr, weshalb man bereits Mitte der 1970er Jahre mit den Vorbereitungen für den kommenden Umzug begann. Mit dem Baubeginn des Flughafens Ende der 1970er Jahre begleitete die Feuerwehr die Arbeiten auf dem Gelände. 1987 expandierte die Feuerwehr erneut stark im Bereich der Personalstärke, 1988 wurde auf der Baustelle des neuen Flughafens eine Außenwache nahe der Bauzentrale eingerichtet, in der nun sechs Mitarbeiter der Feuerwehr ihren Dienst antraten. 1991 wurden die Feuerwachen Süd und Nord fertiggestellt, der Umzug erfolgte im September desselben Jahres, wobei lediglich die Feuerwache Süd bis zum Betriebsstart permanent besetzt war. Bis 1992 investierte die Flughafenfeuerwehr in 14 neue Fahrzeuge und andere neue Gerätschaften. Als im Oktober 1991 der Flugbetrieb begann, weil die Lufthansa die Hangars für Umbauarbeiten an ihrer Boeing-747-Flotte nutzte, erhöhte sich die Anwesenheitsstärke erneut. Mit der Eröffnung des neuen Flughafens im Mai 1992 wurde gleichzeitig München-Riem geschlossen, dort war die Flughafenfeuerwehr aber noch bis Juni 1992 durchgehend präsent. Seit dem 1. Juli 1992 sind ständig beide Feuerwachen am Flughafen München besetzt. Auf Grund der Planungen für eine neue, dritte Startbahn (im Bürgerentscheid abgelehnt) nördlich der Nordbahn ist der Bau einer dritten Feuerwache geplant.

## Organisation
Die Feuerwehr gehört dem Geschäftsbereich „Konzernsicherheit“ des Flughafens an und gliedert sich in 7 Organisationseinheiten:
1. Die Einheit Zentrale Aufgaben ist für die Wirtschaftsplanung, Kostenüberwachung, Leistungsverrechnung an Dritte und das Risikomanagement zuständig.
2. Die Einheit Einsatz und Organisation bildet das organisatorische Rückgrat der Einsatzabteilungen. Sie legt Standard-Einsatz-Regeln fest, erstellt Alarm- und Ausrückeordnungen sowie Einsatzkonzepte, bereitet Informationen über zu schützende Objekte auf, betreibt die Leitstelle und ist für die Dokumentation der Einsätze verantwortlich.
3. Die Einheit Fachliche Qualifikation ist für die Organisation und Durchführung zahlreicher Schulungen und Fortbildungen verantwortlich und betreibt deshalb auch einen Feuerwehrübungsplatz. Für externe Kunden führt sie ebenfalls Brandschutzunterweisungen durch und betreut diese. In einem Pilotprojekt wurde 2010 auch ein Lehrgang zur IHK-geprüften Brandschutzfachkraft in Kooperation mit der Berufsfeuerwehr München durchgeführt.
4. Die Einheit Dienstbetrieb ist für die Erstellung von Dienstplänen verantwortlich. Ihr gehören auch die zwei Wachabteilungen mit ihren je fünf Dienstgruppen an. Weitere Aufgaben des Dienstbetriebes sind: Die Verwaltung und Betreuung des Feuerwehrpersonals, das Organisieren von Vorsorgeuntersuchungen. Verwaltung und Betreuung des Inventars und der Gebäudetechnik sowie die Verpflegung der Einsatzkräfte und die Organisation des Dienstsportes für alle Feuerwehrmitarbeiter.
5. Die Einheit Feuerwehrtechnik bildet das ausrüstungstechnische Rückgrat der Einsatzabteilungen. Sie erstellt Fahrzeugkonzepte, beschafft und wartet Fahrzeuge, Geräte und Ausrüstungsgegenstände sowie Löschmittel. Zu dieser Einheit gehören auch die Werkstätten (Schlosserei, Schreinerei, Kfz-Werkstatt, Schlauchwerkstatt, Feuerwehrkleingerätewerkstatt und die Kleiderkammer).
6. Die Einheit Vorbeugender Brandschutz wirkt in Brandschutzfragen beratend, erstellt und überwacht Brandschutzkonzepte, gibt genehmigungspflichtige Arbeiten frei und organisiert Brandsicherheitswachen. Ferner führt sie im Auftrag der Gemeinden Hallbergmoos, Oberding und Freising die behördliche Feuerbeschau durch.
7. Die Einheit Qualitätsmanagement ist für die Aufrechterhaltung des Qualitätsmanagementsystems verantwortlich. Hierzu gehören insbesondere das Verbesserungsmanagement, der Ideenpool, die Öffentlichkeitsarbeit und die Betreuung von Fachbesuchergruppen.

## Feuerwachen und Leitstelle

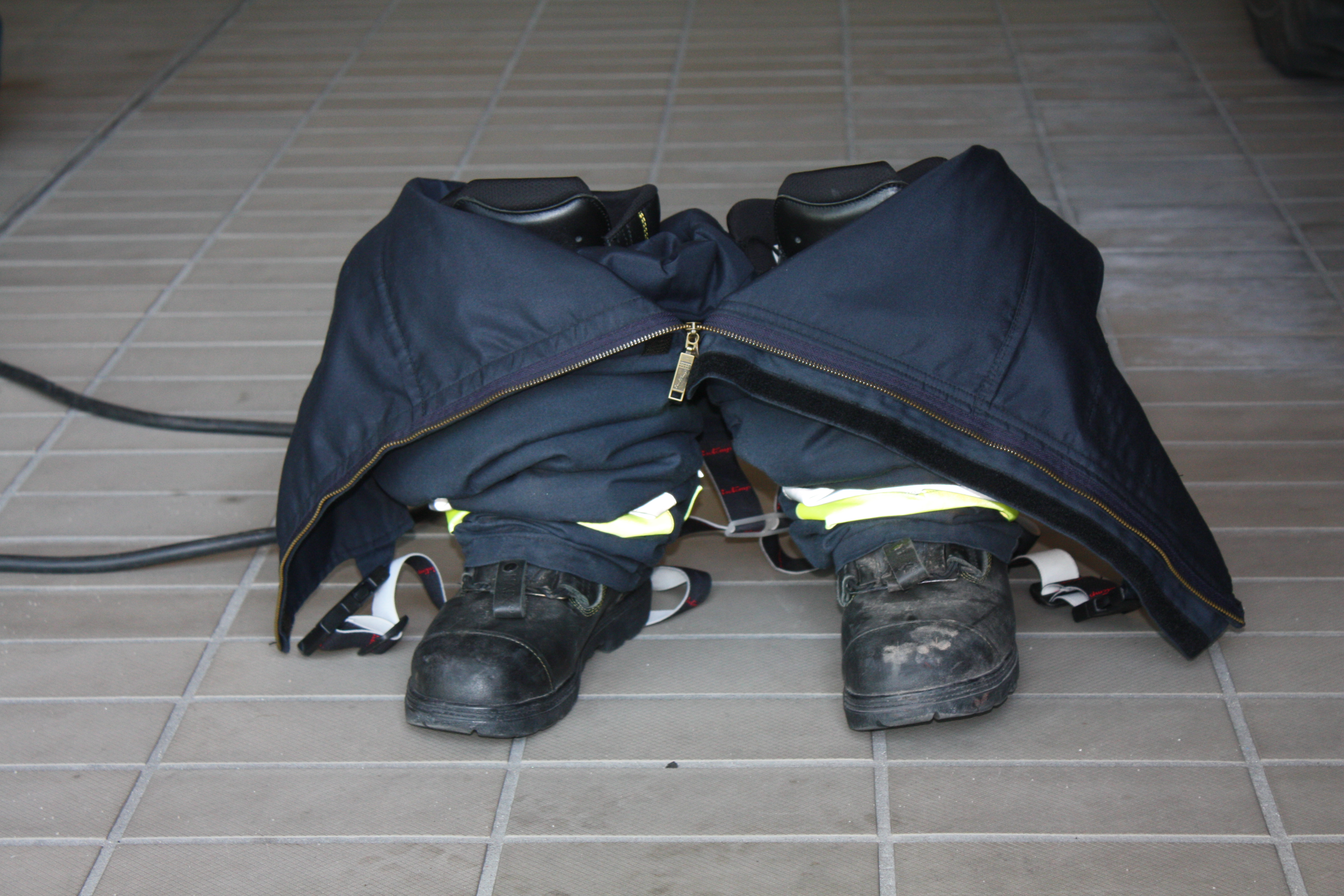
Vorbereitete Ausrüstung für den Ernstfall

Die Flughafenfeuerwehr schützt die Flughafen München GmbH, ihre Beschäftigten und Kunden sowie deren Anlagen und Vermögensgegenstände vor Bedrohungen, Gefahren und Feuer. Als internationaler Großflughafen gehört der Münchner Flughafen der Kategorie 10 gem. der Internationalen-Zivilluftfahrt-Organisation (ICAO) an und muss dabei bestimmte Einsatzzeiten ein- und Ausrüstungsvolumina vorhalten.
Zur Einhaltung dieser Vorgaben ist die Wachmannschaft in zwei Feuerwachen aufgeteilt.

### Zuständigkeitsbereich
Zum primären Zuständigkeitsbereich der Flughafenfeuerwehr gehören:
- Terminal 1 und 2 mit Satellitenterminal und den dazugehörigen Vorfeldern
- Frachtterminal
- Terminal der Allgemeinen Luftfahrt (ALF)
- S-Bahn-Tunnel (Haltepunkte „Flughafen Besucherpark“ und „Flughafen“)
- Unterirdisches führerloses Personentransportsystem zum Satellitenterminal
- Tower
- Flugzeug-Wartungshallen
- Tanklager
- Vorfeldtower
- Die 4000 Meter langen und 60 Meter breiten Start- und Landebahnen Nord und Süd
- Hubschrauberlandeplatz

sowie alle am Flughafen München befindlichen Gebäude und Einrichtungen.
Hinzu kommt auf Anforderung die Nachbarschaftshilfe.

### Leitstelle
Die Feuerwache Süd beherbergt zusätzlich die Leitstelle der Feuerwehr am Flughafen München. Spezialisierte Fachkräfte der Flughafenfeuerwehr nehmen rund um die Uhr Notrufe auf dem Flughafengelände entgegen und leiten erste Hilfsmaßnahmen ein. Dabei organisieren sie zudem Sondergeräte im Regelbetrieb, nehmen Notrufe automatischer Brandmeldeanlagen entgegen und führen Funkaufsicht und Alarmierungen bzw. Nachalarmierungen durch.

### Feuerwache Süd

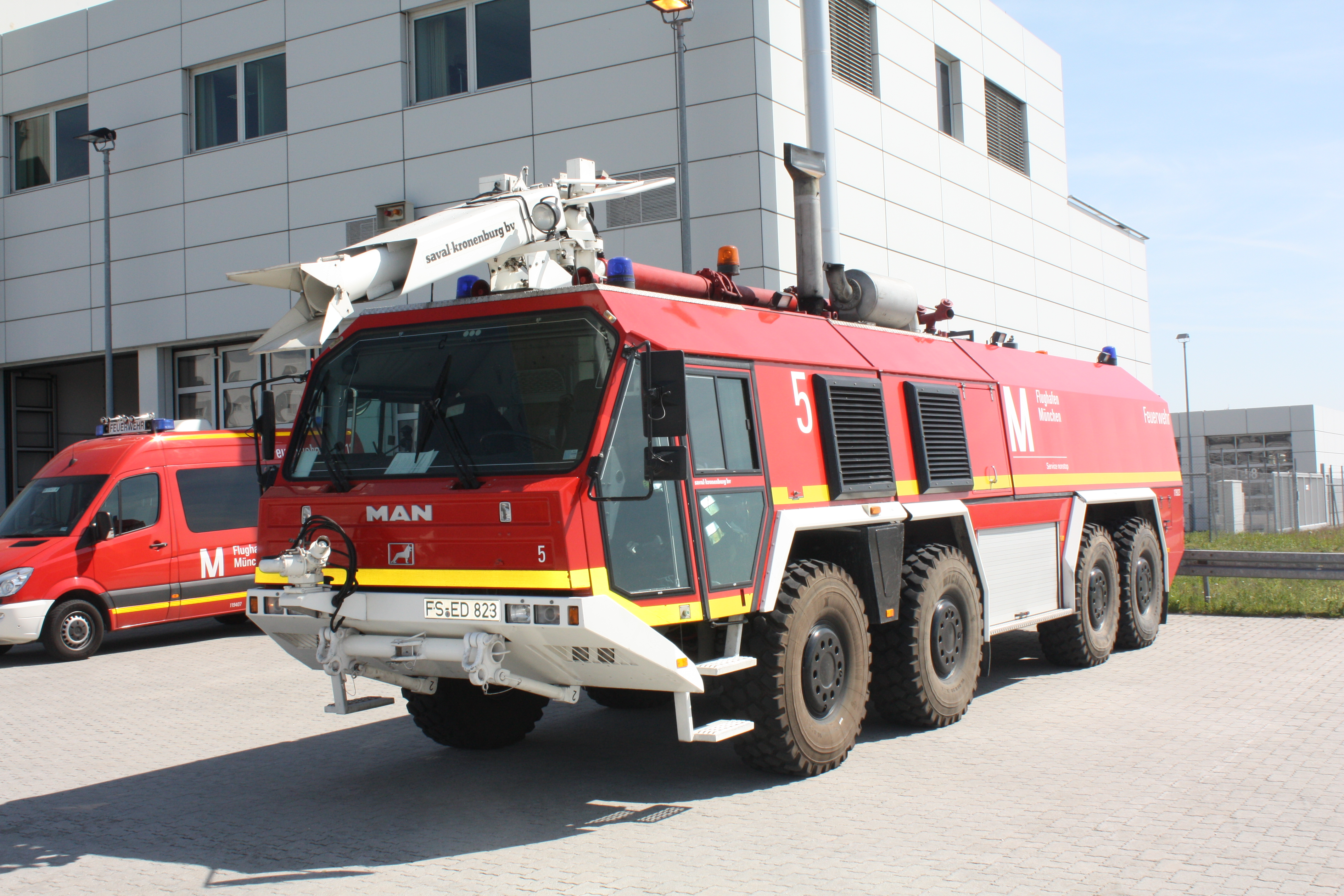
Saval-Kronenburg FLF 80/135 vor der Feuerwache Süd (ausgemustert)

Die Feuerwache Süd (⊙) ist mit einer Personalstärke von 33 Männern und Frauen besetzt und beinhaltet zwei Gebäudebrandschutzstaffeln. Neben der Werkstatt für Klein- und Arbeitsgeräte beinhaltet das Gebäude zudem eine Schlauchwerkstatt inkl. Schlauchturm und Löschmittellager. Weiterhin sind in der Feuerwache Süd Büros für den Tagdienst verortet.
2019 wurde ein neuer Anbau in Betrieb genommen, der das neue Ausbildungszentrum der Flughafenfeuerwehr darstellt. Der neue Anbau beherbergt zusätzliche Büroflächen, zwei Lehrsäle, Sanitär-, Umkleide- und Aufenthaltsräume sowie eine top moderne Atemschutzwerkstatt. Hinter dem Gebäude kann, auf einem kleinen Übungsplatz, das im Lehrsaal erworbene Wissen direkt vor Ort in die Praxis umgesetzt werden.
Die Feuerwache Süd ist für folgende Flughafenbereiche zuständig:
- Südliche Start- und Landebahn
- Vorfelder Terminal 1, Fracht und Wartung
- Flugzeugwartungshallen
- Abstellpositionen
- Tanklager

Weiterhin liegt der Gebäudebrandschutz ebenfalls im Zuständigkeitsbereich dieser beiden Brandschutzstaffeln.

### Feuerwache Nord
Die zweite Feuerwache ist im Norden des Flughafengeländes (⊙) angesiedelt und beherbergt eine Gebäudebrandschutzstaffel mit einer Personalstärke von 17 Feuerwehrkräften. Weiterhin sind neben einigen Büroarbeitsplätzen in dieser Feuerwache auch die Schlosserei, Schreinerei und Löscherwerkstatt untergebracht.
Zu den primären Einsatzbereichen der Feuerwache Nord zählen:
- Nördliche Start- und Landebahn
- Hubschrauberlandeplatz
- Vorfelder Terminal 2 und Allgemeine Luftfahrt
- Flugzeugwartungshalle

## Fuhrpark

### Führungsfahrzeuge

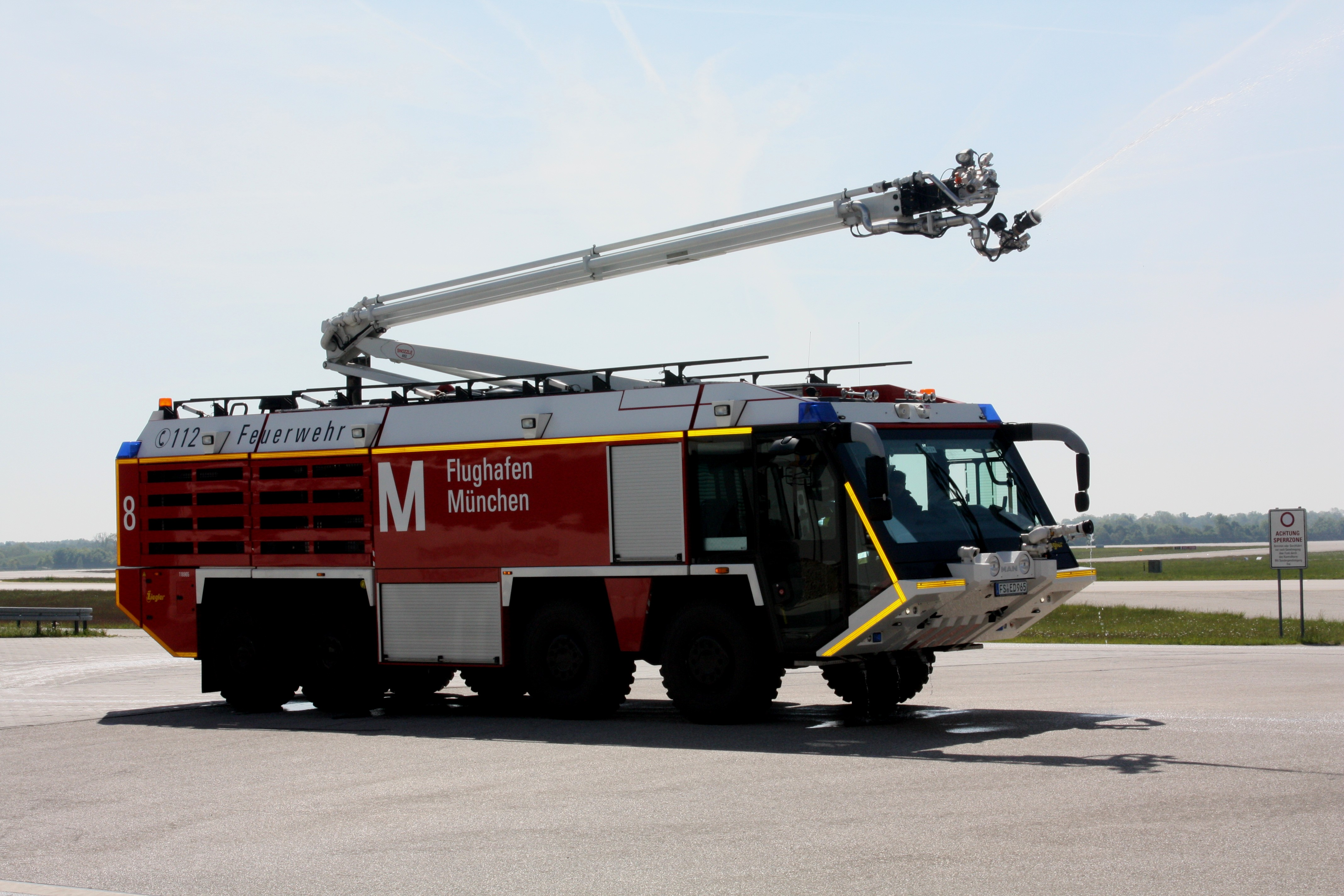
Ebenfalls ein Einsatzfahrzeug der Flughafenfeuerwehr: der Ziegler Z 8

Die Flughafenfeuerwehr München verfügt über sechs Führungsfahrzeuge:
- Zwei Kommandowagen: je ein BMW X3 mit Allradantrieb für die Einsatzleiter vom Dienst in der Feuerwache Süd, sowie einen Audi Q5 als Fahrzeug für den Leiter der Feuerwehr, ebenfalls in der Feuerwache Süd.
- Drei Einsatzleitwagen 1 auf Sprinter in der Feuerwache Süd, von denen je eines für den Gebäudebrandschutz und den Flugzeugbrandschutz zuständig ist. Das dritte ist ein Ersatzfahrzeug. Hierzu verfügen diese Fahrzeuge über diverse Führungs- und Kommunikationsmittel.
- Ein Einsatzleitwagen 2 in der Feuerwache Süd auf Omnibusfahrgestell. Dieser verfügt über zwei Innenräume: Einen Kommunikationsraum mit drei Arbeitsplätzen und einen Führungsraum mit acht Arbeitsplätzen. Auch auf diesem Fahrzeug ist vielfältiges Kommunikations- und Führungsmaterial verlastet.

### Gebäudelöschfahrzeuge
Die Flughafenfeuerwehr München verfügt über mehrere Gebäudelöschfahrzeuge:
- Drei baugleiche Hilfeleistungslöschfahrzeuge 20 auf MAN TGS 18.440 4x4, von Magirus aufgebaut. Diese führen 2000 Liter Löschwasser mit sich. Außerdem verfügen diese Fahrzeuge über eine umfangreiche Ausrüstung zur technischen Hilfeleistung.
- Ein Löschfahrzeug 10/6 auf MAN TGM 13.280 mit Aufbau von Lentner.

### Hubrettungsfahrzeuge
Um Menschen aus Höhen zu retten, verfügt die Flughafenfeuerwehr München über zwei Hubrettungsfahrzeuge:
- Eine computergesteuerte Drehleiter mit Korb 23-12 mit Gelenk im Leiterpark ist in der Feuerwache Süd stationiert. Als Fahrgestell dient ein 410 PS starker MAN 19.414 FAC mit Allradantrieb.
- Die Feuerwache Nord verfügt über eine Drehleiter 42 mit Rettungskorb. Sie ist auf einen dreiachsigen MAN TGS 28.240 von Magirus aufgebaut.

### Flugfeldlöschfahrzeuge

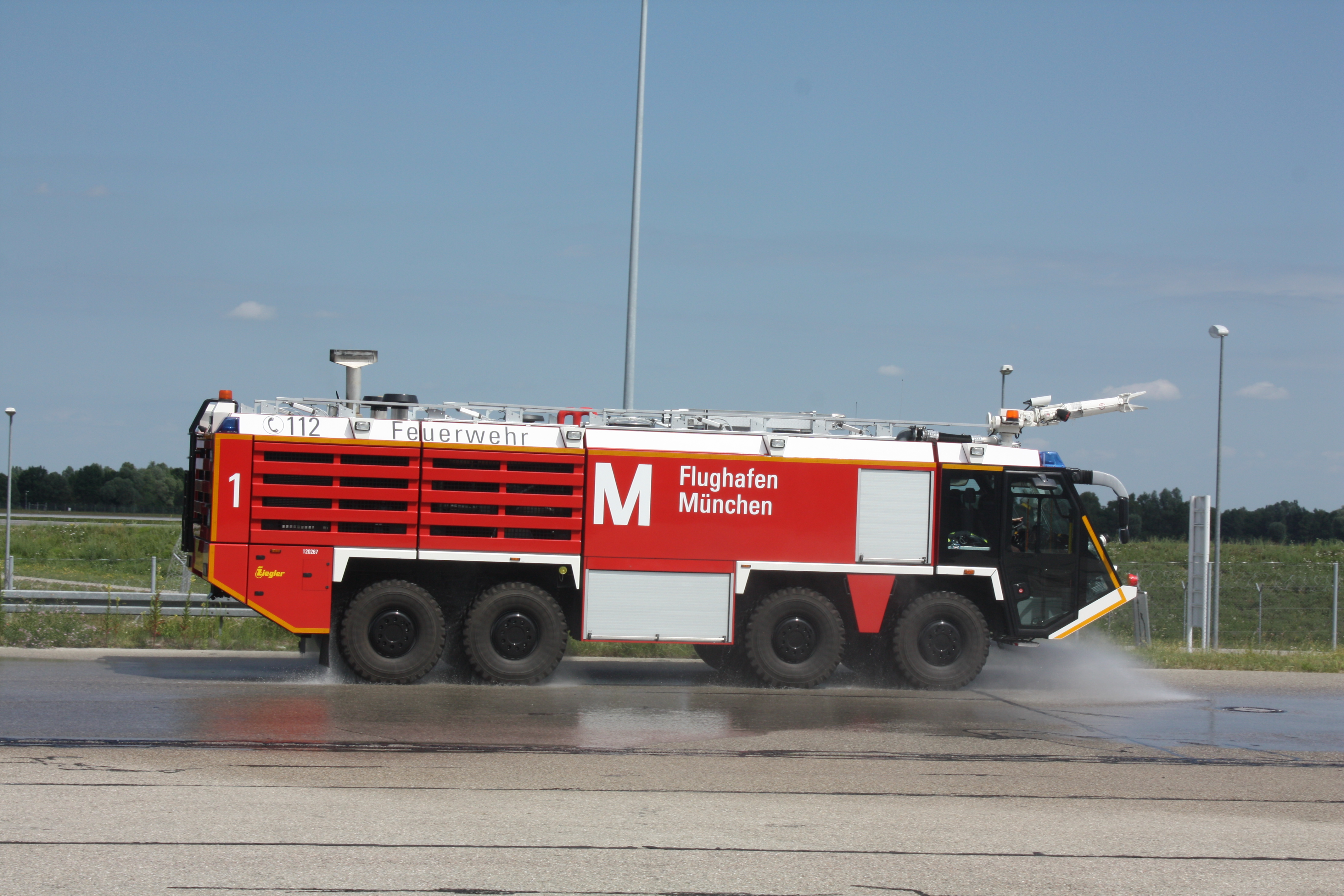
Mit den Bodenlöschdüsen kann dieser Ziegler Z 8 über brennendes Kerosin fahren.

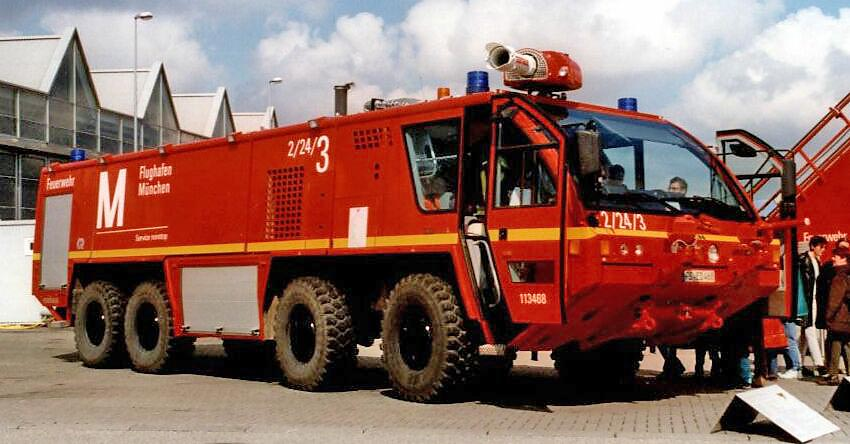
Rosenbauer Panther AT der Flughafenfeuerwehr München

Für den Flugzeugbrandschutz werden spezielle Flugfeldlöschfahrzeuge eingesetzt. Im Einzelnen:
- Zwei baugleiche 1.400 PS[2] starke Flugfeldlöschfahrzeuge Rosenbauer Panther 8x8. Die Fahrzeuge führen neben 12.500 Litern Wasser und 1.500 Litern Schaummittel 500 kg Pulverlöschmittel mit (insgesamt acht Exemplare wurden bestellt, jedoch noch nicht ausgeliefert).
- Vier baugleiche Flugfeldlöschfahrzeuge Ziegler FLF 80/125 Snozzle ADV/Z8. Die Fahrzeuge führen 12.500 Liter Wasser und 1.500 Liter Schaummittel vom Typ AFFF mit und verfügen über einen Gelenklöscharm (HRET).
- Drei wahrscheinlich baugleiche Flugfeldlöschfahrzeuge Ziegler Z8. Die Fahrzeuge haben im Gegensatz zu den oben aufgeführten HRET-Version einen normalen Dachwerfer.[3]
- Ein Trockenflugfeldlöschfahrzeug Rosenbauer Panther,  Dieses Fahrzeug führt 12.500 Liter Wasser, 1.500 Liter Schaummittel sowie 1.000 kg Löschpulver mit.

### Rettungstreppenfahrzeuge
Um Zugänge ins Innere von Flugzeugen zu errichten, besitzt die Flughafenfeuerwehr München zwei Rettungstreppenfahrzeuge:
- Zwei baugleiche Rettungstreppenfahrzeuge E8000/E3000 auf MB 1846AK/39/4x4 Actros MP2. Davon ist jeweils eine auf der Feuerwache Nord, bzw. Feuerwache Süd stationiert. Diese Fahrzeuge verfügen über je zwei Rettungsplattformen. Die Frontplattform reicht von einer Höhe von 1,0 bis 3,0 Meter, die Hauptplattform von 3,0 bis 8,3 Meter. Somit sind diese Fahrzeuge in der Lage auch die oberen Decks der B 747 oder A 380 zu erreichen. Auf der Hauptplattform sind ein elektrischer Überdrucklüfter sowie eine 40-m-Schnellangriff-Haspel mit Schlauch und Strahlrohr angebracht. Des Weiteren ist das Fahrzeug mit technischen Gerätschaften wie z. B. Akkuspreizer- und Schneidgerät, Halligan-Tool und einer Rettungssäge ausgestattet.

### Rüst- und Gerätewagen, Sonderfahrzeuge
Für diverse Einsatzlagen und Aufgaben hält die Flughafenfeuerwehr München diverse Sonderfahrzeuge, Rüst- und Gerätewagen vor:
- in der Feuerwache Süd ist ein Rüstwagen auf MAN 19.414 FAC mit Allradantrieb stationiert. Dieses verfügt über einen 30-kW-Stromerzeuger, eine Seilwinde, zwei 1500-Watt-Flutlicht-Strahler und eine umfangreiche Ausrüstung zur technischen Hilfeleistung.
- Drei baugleiche Wechselladerfahrzeuge auf MAN 26.372 DFAK mit Seilwinde und montierbarem Schneeräumgerät sind in der Feuerwache Süd stationiert. Sie können die verschiedenen Abrollbehälter transportieren:
  - den Abrollbehälter Atemschutz, in welchem 90 Atemschutzmasken, 110 Pressluftflaschen und 32 Langzeitatmer verlastet sind
  - den Abrollbehälter Gefahrgut, in welchem sich 10 schwere, 20 leichte Chemikalienschutzanzüge sowie 6 Gebläseanzüge befinden. Ferner befindet sich hier eine umfangreiche Ausrüstung zur Bestimmung von Gefahrgut und zur Abdichtung von Leckagen.
  - den Abrollbehälter Mobiler Großlüfter, der mit 280.000.000 l/h Luft in große Hallen fördern kann und diesen bei Bedarf bis zu 400 l/min fein vernebeltes Wasser beimischen. In diesem Abrollbehälter befinden sich zusätzlich diverse kleinere Lüfter.
  - den Abrollbehälter CO2 der 2.000 kg CO2 als Sonderlöschmittel transportiert, die über zwei 80 m lange Schnellangriffsschläuche abgegeben werden können.
  - den Abrollbehälter Dekontamination zur Dekontamination von Personen. Hier können nach einer 20-minütigen Aufbauzeit bis zu 20 Personen pro Stunde dekontaminiert werden. Für 50 Personen wird Frischwäsche mitgeführt.
- Ein Mercedes Atego 1629 als Gerätewagen-Logistik.
- Drei Mannschaftstransportfahrzeuge auf Mercedes-Benz Sprinter
- Drei PKW Opel Combo C als Personen- und Materialbeförderer.
- Zwei PKW Opel Zafira der Abteilung für vorbeugenden Brandschutz.
- Ein Teleskopstapler Manitou 13.37
- Ein Kleinalarmfahrzeug auf Mercedes Sprinter mit Aufbau von Lentner.

## Rettungsdienst
Die Flughafenfeuerwehr betreibt zwei baugleiche Rettungswagen (RTW). Einer davon ist im 24-Stunden-Betrieb auf der Feuerwache Süd stationiert. Die Ausstattung und Ausrüstung des Rettungswagens ist an das Konzept „Bayern-RTW“ angeglichen. Als Zusatzausrüstung ist ein Tragestuhl speziell für Luftfahrzeuge mit an Bord. Die Besatzung verfügt neben der allgemeinen medizinischen Ausbildung (Notfallsanitäter und Rettungssanitäter) noch zusätzlich über eine feuerwehrtechnische Ausbildung.
Im Regelrettungsdienst wird der RTW grundsätzlich allerdings nicht eingesetzt, da er hauptsächlich zur Eigenabsicherung im Löschzug dient und diesen gegebenenfalls ergänzt. Bei medizinischen Notfällen auf dem Flughafengelände, übernimmt er die Erstversorgung bis zum Eintreffen des öffentlichen Rettungswagen. Falls kein Rettungswagen des regulären Rettungsdienstes verfügbar sein sollte, wird der RTW der Flughafenfeuerwehr zur Spitzenabdeckung durch die Integrierte Leitstelle (ILS) Erding alarmiert.

## Aus- und Weiterbildung bei der Flughafenfeuerwehr München
Neben der Ausbildung zum Werkfeuerwehrmann/-frau (IHK) bietet die Flughafen München GmbH auch Quereinsteigern gute Möglichkeiten in den Traumjob Feuerwehrmann/-frau einzusteigen oder zu wechseln. Zusätzlich ist ein Einstieg in den Führungsdienst analog der 3. Qualifikationsebene nach der Verordnung über den fachlichen Schwerpunkt feuerwehrtechnischer Dienst (FachVFw) möglich.
Im betriebseigenen Ausbildungszentrum führen Trainer im Tagesdienst die Aus- und Weiterbildung der Feuerwehrkräfte durch. Ebenfalls sind die Gruppenführer und Zugführer mit in die Ausbildung eingebunden. Hierbei werden u. a.
- die Fahrzeug spezifischen Einweisungen,
- Schulungen in der Flugzeugbrandbekämpfung,
- jährliche Wiederholungsübungen für die Atemschutztauglichkeit,
- diverse Einsatzübungen für technische Hilfeleistungen, Gefahrstoffunfälle und Gebäudebrandbekämpfung geschult.

Ebenfalls führt die Flughafenfeuerwehr innerbetriebliche Schulungen wie den betrieblichen Ersthelfer und betrieblichen Brandschutzhelfer durch.

## Soziales Engagement
Im Jahr 2004, als ein Tsunami in den Küstenregionen Südostasiens großflächige Zerstörungen hervorrief, organisierten eine Reihe von Feuerwehrleuten des Flughafenfeuerwehr München eine Hilfsaktion, um den Menschen vor Ort in dieser schwierigen Situation zu helfen. Aus dieser Initiative heraus und dem Wunsch auch weiterhin (bei Naturkatastrophen) Hilfe zu leisten, gründete sich anschließend der gemeinnützige Verein Navis e.V. Das Ziel des Vereines liegt schwerpunktmäßig auf der Aufbereitung von Trinkwasser und medizinischen Hilfeleistung. Auch heute sind noch sehr viele Feuerwehrfrauen und -männer der Flughafenfeuerwehr München für Navis e.V. im Einsatz und beständige Mitglieder des Vereins.
Weiterhin setzen sich die Beschäftigten der Flughafenfeuerwehr auch regelmäßig, für die durch den Flughafenverein München e. V. initiierten Projekte ein.